# Kyra Sedgwick
Kyra Minturn Sedgwick (født 19. august 1965) er en Emmy-nomineret og Golden Globe-vindende amerikansk skuespiller. Hun vandt i 2007 en Golden Globe i kategorien: Best Actress for Lead Role in a Dramatic TV series, for hendes skuespil i The Closer.

## Filmografi

### Film og video
- Med livet som indsats (2012)
- Gamer (2009) .... Gina Parker Smith
- Justice League: The New Frontier (2008) (Direct-to-video) .... Lois Lane (stemme)
- The Game Plan (2007) .... Stella Peck
- Loverboy (2005) .... Emily også Film Producer
- On the Set with 'Secondhand Lions (2004) (Direct-to-video) .... Sig selv
- Something the Lord Made (2004).... Mary Blalock
- The Woodsman (2004) .... Vicki
- Personal Velocity: In Conversation Rebecca, Parker, Fairuza, and Kyra (2003) (Direct-to-video) .... Sig selv
- Personal Velocity: Creating 'Personal Velocity (2003) (Direct-to-video) .... Sig selv
- Batman: Mystery of the Batwoman (2003) (Direct-to-video) .... Batwoman (stemme)
- Secondhand Lions (2003) .... Mae
- Behind the Red Door (2003) .... Natalie
- Just a Kiss (2002) .... Halley
- Personal Velocity: Three Portraits (2002) .... Delia Shunt
- Conversations with Jon Turteltaub (2000) (Direct-to-video) .... Sig selv
- What's Cooking? (2000) .... Rachel Seelig
- Labor Pains (2000) .... Sarah Raymond
- Montana (1998) .... Claire Kelsky også Producer
- Critical Care (1997) .... Felicia Potter
- Phenomenon (1996) .... Lace Pennamin
- Losing Chase (1996...Elizabeth Cole også Executive Producer
- The Low Life (1995) .... Bevan
- Something to Talk About (1995) .... Emma Rae King
- Murder in the First (1995) .... Blanche, Hooker
- Heart and Souls (1993) .... Julia
- Oliver Stone: Inside Out (1992) .... Sig selv
- Singles (1992) .... Linda Powell
- Pyrates (1991) .... Sam
- Mr. and Mrs. Bridge (1990) .... Ruth Bridge
- Født den 4. juli (1989) .... Donna, Ron Kovic's kæreste
- Kansas (1988) .... Prostitute Drifter
- Tai-Pan (1986) .... Tess Brock
- War and Love (1985) .... Halina

### Tv-roller
- The Closer (2005-nu) .... Deputy Chief Brenda Leigh Johnson også Co-Executive Producer (20 episoder)
- Something the Lord Made (2004) (Tv-film) .... Mary Blalock
- Cavedweller (2004) (Tv-film).... Delia Byrd også Executive Producer
- Queens Supreme (6 episoder, 2003-2007) .... ADA Quinn Coleman
- 100 Sexiest Artists (2002) (Tv-film) .... Sig selv
- Stanley (1 episode, 2002) .... Park Ranger (stemme)
- Door to Door (2002) (Tv-film) .... Shelly Soentpiet Brady
- Ally McBeal (1 episode, 2002) .... Helena Greene
- American Experience (1 episode, 2001) .... Sig selv
- Talk to Me (2000) .... Janey Munroe
- Miss Rose White (1992) (Tv-film) .... Rose White
- Women & Men 2: In Love There Are No Rules (1991) (Tv-film) .... Arlene Megeffin
- Lemon Sky (1988) (Tv-film) .... Carol
- Amazing Stories (1 episode, 1986) .... Dora Johnson
- Miami Vice (1 episode, 1985) .... Sarah MacPhail
- ABC Afterschool Special (1 episode, 1985) .... Cindy Eller
- Another World (1 episode, 1983) .... Julia Shearer